# Brachystelma omissum
Espèce
Statut de conservation UICN

 VU B2ab(iii) : Vulnérable
Brachystelma omissum Bullock est une espèce de plantes à fleurs de la famille des Apocynaceae et du genre Brachystelma, présente en Afrique tropicale. Ce taxon est un synonyme de Ceropegia neo-omissa Bruyns .

## Description
C'est une herbe tubéreuse pérenne pouvant atteindre 35 cm de hauteur. 

## Distribution
Jugée vulnérable du fait de sa relative rareté et de l'expansion de l'agriculture, l'espèce a été observée au Cameroun dans quatre régions (Adamaoua, Nord-Ouest, Ouest et Centre), ainsi qu'à l'est du Nigeria.